# وایتلسفورد
وایتلسفورد (به انگلیسی: Whittlesford) یک روستا و محله مدنی در بریتانیا است که در کمبریج‌شر جنوبی واقع شده‌است. وایتلسفورد ۱٬۵۶۸ نفر جمعیت دارد.